# Britta Haßelmann

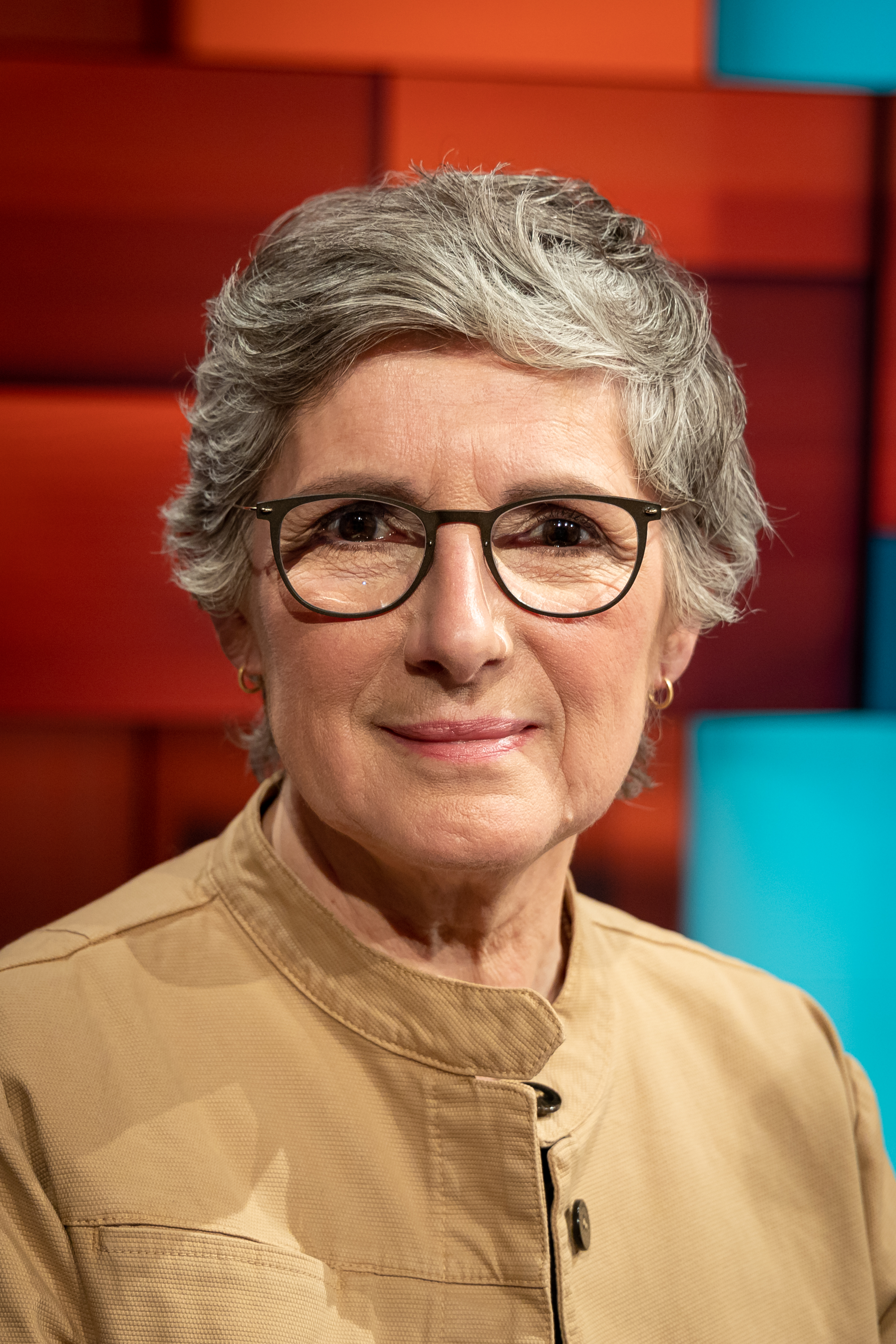
Britta Haßelmann (2023)

Britta Maria Haßelmann (* 10. Dezember 1961 in Straelen) ist eine deutsche Politikerin (Bündnis 90/Die Grünen). Seit Dezember 2021 ist sie neben Katharina Dröge Vorsitzende der Grünen-Bundestagsfraktion. Zuvor war sie von 2013 bis 2021 erste parlamentarische Geschäftsführerin ihrer Fraktion.

## Leben und Beruf
Nach dem Abitur am damaligen Mädchengymnasium in  Geldern, dem heutigen Lise-Meitner-Gymnasium, absolvierte Britta Haßelmann ein Studium der Sozialarbeit an der Fachhochschule Bielefeld, das sie als Diplom-Sozialarbeiterin (FH) beendete. Seit 1985 war sie beim gemeinnützigen Verein Bielefelder Selbsthilfe e. V. in den Bereichen Arbeit, Beschäftigung, Psychiatrie und Gesundheit als Sozialarbeiterin tätig. Von 1998 bis 2000 leitete sie hier das Projekt „Drogenabhängige in Arbeit“.
Britta Haßelmann ist verheiratet und hat einen Sohn.

## Partei
Nachdem sie sich schon seit 1989 für die Grünen engagiert hatte, wurde Britta Haßelmann 1994 auch Mitglied bei Bündnis 90/Die Grünen. Von 2000 bis 2006 war sie Landesvorsitzende der Partei in Nordrhein-Westfalen. Seit 2019 ist sie Mitglied im Parteirat.

## Abgeordnete

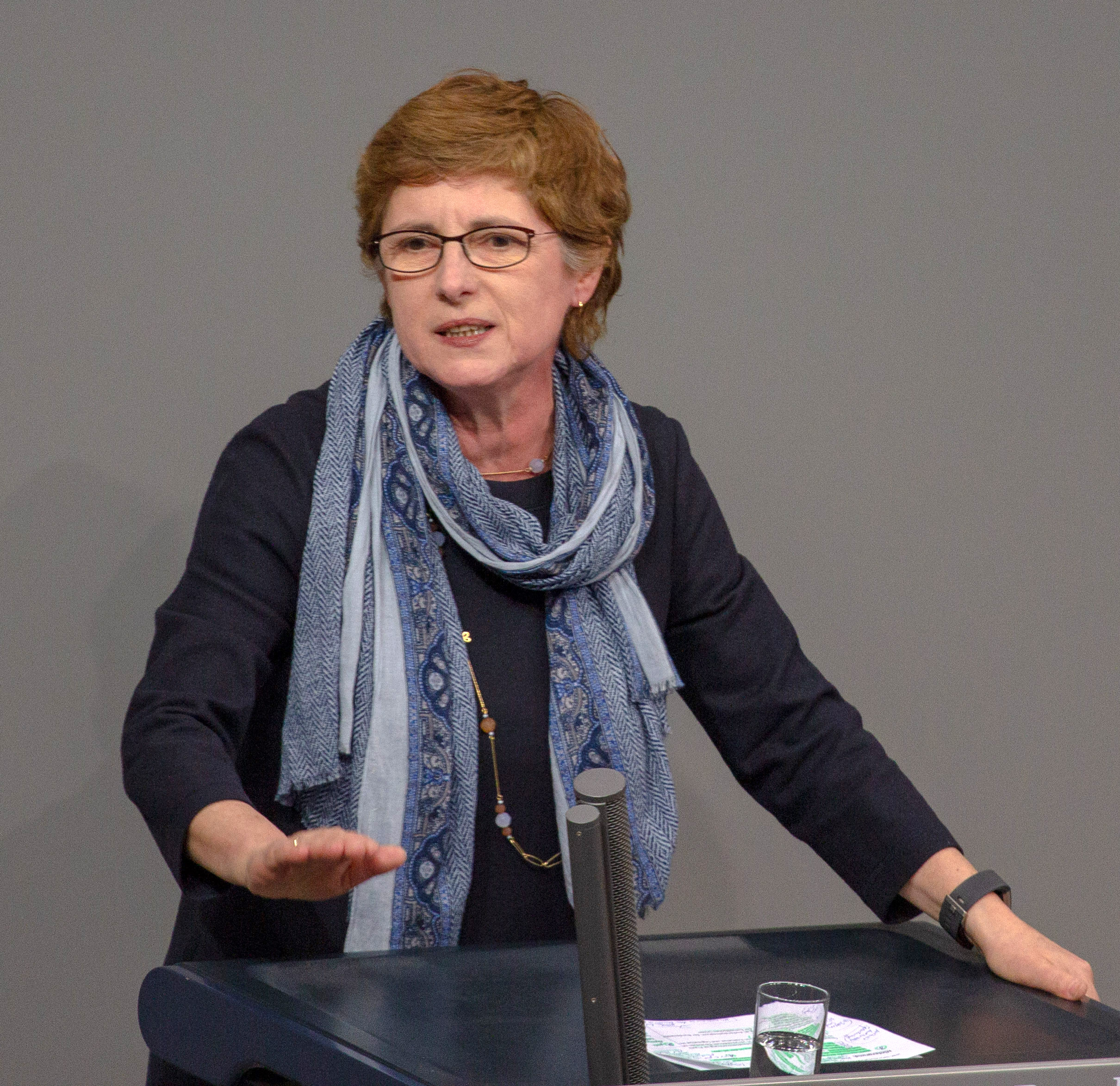
Britta Haßelmann, 2019, im Deutschen Bundestag

Seit 2005 ist sie Mitglied des Deutschen Bundestages. Sie ist Sprecherin der Bundestagsfraktion von Bündnis 90/Die Grünen für Demografie und Altenpolitik sowie seit Frühjahr 2007 Sprecherin für Kommunalpolitik.
Bei der Bundestagswahl 2009 war Britta Haßelmann Kandidatin im Bundestagswahlkreis Bielefeld und ist über die Landesliste Nordrhein-Westfalen in den Bundestag eingezogen. Während dieser Legislaturperiode war sie eine von drei Parlamentarischen Geschäftsführern.
Nach der Bundestagswahl 2013 wurde Haßelmann am 8. Oktober 2013 zur Ersten Parlamentarischen Geschäftsführerin ihrer Bundestagsfraktion gewählt.
Im 19. Deutschen Bundestag war Haßelmann Obfrau des Ausschusses für Wahlprüfung, Immunität und Geschäftsordnung. Zudem gehörte sie als ordentliches Mitglied dem Vermittlungsausschuss, dem Wahlausschuss sowie dem Ältestenrat an. Als stellvertretendes Mitglied gehörte sie dem Ausschuss für Inneres und Heimat und dem Ausschuss für Bau, Wohnen, Stadtentwicklung und Kommunen an.
Bei der Bundestagswahl 2021 kandidierte Haßelmann erneut im Wahlkreis Bielefeld-Gütersloh II und führte als Spitzenkandidatin die Landesliste ihrer Partei in Nordrhein-Westfalen an. Sie zog über die Landesliste erneut in den Deutschen Bundestag ein. Am 7. Dezember 2021 wurde sie zu einer von zwei Vorsitzenden ihrer Bundestagsfraktion gewählt. Sie gehört dem Realo-Flügel der Partei an.